# 鶴鱵科
鶴鱵科（學名：Belonidae），或稱鶴鱵科，為輻鰭魚綱鶴鱵目的其中一科。在香港俗稱為竹簽，在臺灣俗稱「青旗」。又译颌针鱼科 ；英文里俗称needlefish。 

## 分布
本科主要为世界热带及温带海域上层鱼类；极少数（如异齿颌针鱼）生活于淡水中。 從日本北海道至韓國、琉球、台灣等沿岸近海均有分布。

## 深度
海平面至水深25公尺。

## 特徵
本科魚類身體特別延長而纖細，圓柱狀或側扁，被細小圓鱗。上下頷延長如喙，上頷略短，每側各有細齒；側線低，靠近腹緣，至尾柄兩側成為突起的稜脊；胸鰭、腹鰭短小，尾鰭分叉、截平或鈍圓。

## 生態
屬於熱帶海域的表層洄游性魚類，多半在外海群游，也有少數鶴鱵會分散成小群或獨游至沿岸一帶，其幼魚偶爾會入侵潮池中。本科魚類以捕食沙丁魚或銀漢魚等小魚為食。有時也會像飛魚一樣，躍出水面飛行一段距離。鶴鱵也和其他表層洄游性魚類一樣，體色在背部是典型的藍黑色，腹部為銀白色。卵大而圓，產在漂浮的藻類或漂流木上面。捕時魚類時，先利用牙齒將獵物咬死，再撕成數段嚥下。

## 經濟利用
肉質含多量水分而顯得鬆懈酸澀，常用鹽醃製成鹹魚或抹鹽煎食，滋味尚可。亦作為釣旗魚的餌料。本科魚類大半有各種寄生蟲寄生，應避免生食；且牙齒利，應小心注意咬傷。

## 分類
鶴鱵科下分11個屬，如下：

### 扁頜針魚屬(Ablennes)
- 橫帶扁頜針魚(Ablennes hians)：又稱扁鶴鱵。

### 頜針魚屬(Belone)
- 頜針魚(Belone belone)
- 斯氏頜針魚(Belone svetovidovi)

### 小頜針魚屬(Belonion)
- 小頜針魚(Belonion apodion)
- 亞馬遜小頜針魚(Belonion dibranchodon)

### 多耙頜針魚屬(Petalichthys)
- 南非多耙頜針魚(Petalichthys capensis)

### 寬尾頜針魚屬(Platybelone)
- (Platybelone argalus)
  - 大西洋寬尾頜針魚(Platybelone argalus annobonensis)
  - 羊寬尾頜針魚(Platybelone argalus argalus)
  - 洛氏寬尾頜針魚(Platybelone argalus lovii)
  - 寬尾頜針魚(Platybelone argalus platyura)：又稱寬尾鶴鱵。
  - 大鰭寬尾頜針魚(Platybelone argalus pterura)
  - 粗寬尾頜針魚(Platybelone argalus trachura)

### 江頜針魚屬(Potamorrhaphis)
- 艾氏江頜針魚(Potamorrhaphis eigenmanni)
- 圭亞那江頜針魚(Potamorrhaphis guianensis)
- 彼氏江頜針魚(Potamorrhaphis petersi)

### 擬圓頜針魚屬(Pseudotylosurus)
- 小頭擬圓頜針魚(Pseudotylosurus angusticeps)
- 小眼擬圓頜針魚(Pseudotylosurus microps)

### 柱頜針魚屬(Strongylura)
- 尖嘴柱頜針魚(Strongylura anastomella)：又稱鶴鱵。
- 加州柱頜針魚(Strongylura exilis)
- 溪棲柱頜針魚(Strongylura fluviatilis)
- 赫氏柱頜針魚(Strongylura hubbsi)
- 琉球柱頜針魚(Strongylura incisa)
- 克氏柱頜針魚(Strongylura krefftii)
- 無斑柱頜針魚(Strongylura leiura)：又稱台灣圓尾鶴鱵。
- 大西洋柱頜針魚(Strongylura marina)
- (Strongylura notata)
  - 福氏紅鰭柱頜針魚(Strongylura notata forsythia)
  - 紅鰭柱頜針魚(Strongylura notata notata)
- 光尾柱頜針魚(Strongylura scapularis)
- 塞內加爾柱頜針魚(Strongylura senegalensis)
- 斑尾柱頜針魚(Strongylura strongylura)：又稱圓尾鶴鱵。
- 蒂瑪柱頜針魚(Strongylura timucu)
- 厄氏柱頜針魚(Strongylura urvillii)

### 圓頜針魚屬(Tylosurus)
- (Tylosurus acus)
  - 尖形圓頜針魚(Tylosurus acus acus)
  - 叉尾圓頜針魚(Tylosurus acus imperialis)
  - 黑圓頜針魚(Tylosurus acus melanota)
  - 黑背圓頜針魚(Tylosurus acus melanotus)：又稱叉尾鶴鱵。
  - 拉弗圓頜針魚(Tylosurus acus rafale)
- 紅海圓頜針魚(Tylosurus choram)
- (Tylosurus cordodilus)
  - 鱷形圓頜針魚(Tylosurus crocodilus crocodilus)：又稱鱷形叉尾鶴鱵。
  - 掘食圓頜針魚(Tylosurus crocodilus fodiator)
- 澳洲圓頜針魚(Tylosurus gavialoides)
- 太平洋圓頜針魚(Tylosurus pacificus)
- 斑點圓頜針魚(Tylosurus punctulatus)

### 異齒頜針魚屬(Xenentodon)
- 異齒頜針魚(Xenentodon cancila)
- 似灰異齒頜針魚(Xenentodon canciloides)